# مولد كهربائي احتياطي
يتم تركيب وحدة التوليد الكهربائية في معظم المشاريع والتي تحتاج إلى وحدة إمداد بالقدرة احتياطية تكون جاهزة في أي وقت، وخاصة إذا كان المبنى يحتوي على أحمال حيوية لا يجب أن ينقطع عنها تيار كهربائي.

## مكونات المولد الكهربائي
تتكون وحدة التوليد الكهربائية من محرك ديزل، وحدة ربط، مولد كهربائي، بطاريات، خزان وقود، قاعدة تثبيت ولوحة تحكم.

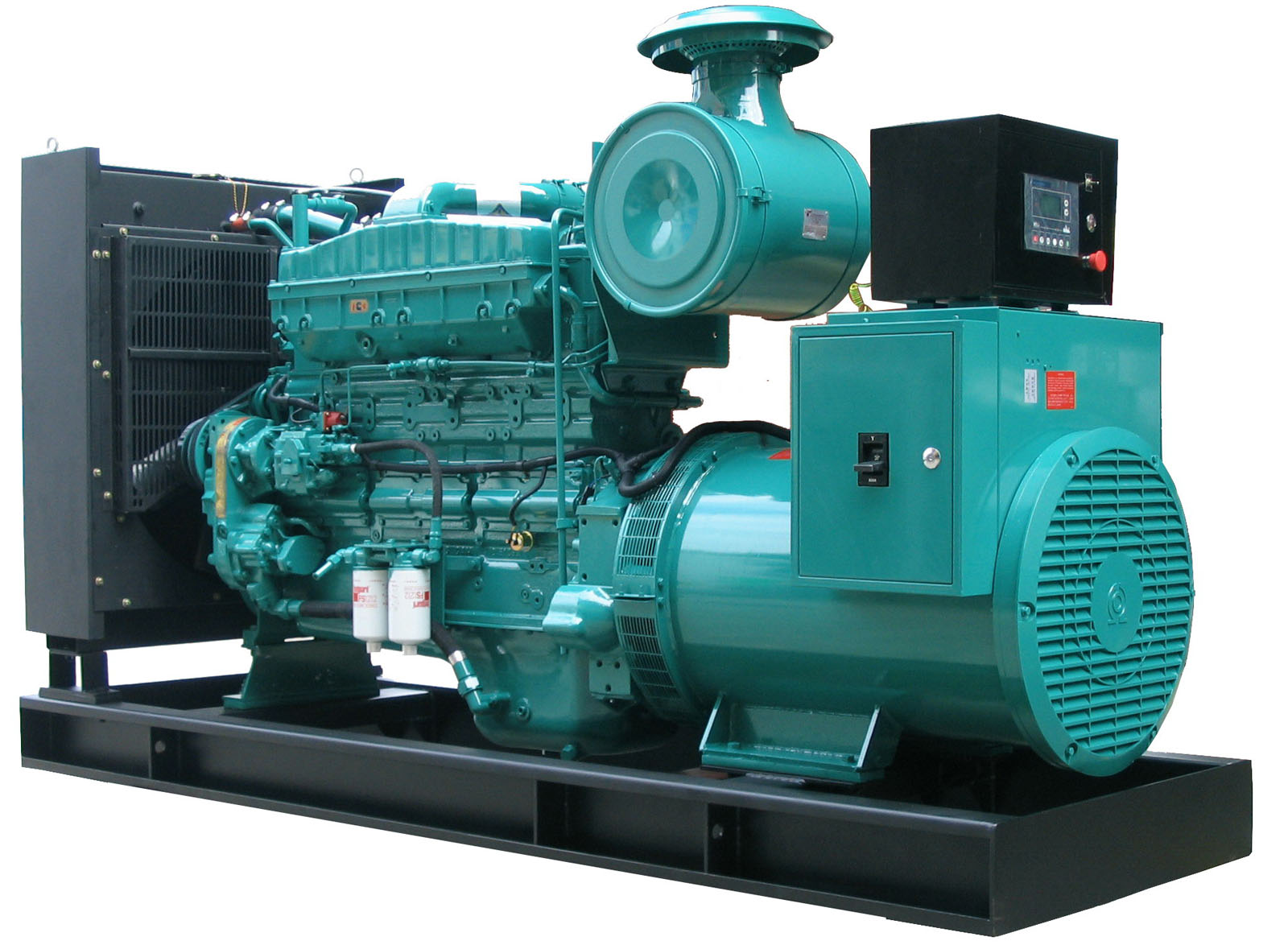
وحدة التوليد الكهربائية وموضح فيها خزان الوقود وقاعدة التثبيت والرادياتير